# Sigurd Rambusch (arkivar)
 Der er flere personer med dette navn, se Sigurd Rambusch.
Sigurd Rambusch (født 21. december 1931 i Esbjerg) er en dansk arkivar.
Sigurd Rambusch er søn af landsretssagfører og modstandsmand Hartvig H. Rambusch, blev student i Esbjerg i 1950 og tog så på Askov Højskole, hvor han var indtil 1951. Senere studerede han fra 1955 amerikansk historie på et Fulbright-legat ved universitetet i Kansas, USA, og afsluttede studiet med graden Master of Arts i 1957. Han blev i 1962 cand.mag. Året efter blev Sigurd Rambusch ansat ved Rigsarkivet, hvor han var ansat i 38 år, dvs. frem til sommeren 2000, og sluttede som overarkivar. Rambusch fik flere studieopgaver ved arkiver i Europa. I 1960'erne blev han sendt til  Sovjetunionen og Polen, og i løbet af 1970'erne til Vesttyskland og England.
Sigurd Rambusch har også været engageret sig i en række faglige foreninger; blandt andet har han siden 1986 været medlem af bestyrelsen for Selskabet for Historie, Litteratur og Kunst, og han var i en lang periode medlem af Udgiverselskabet for Danmarks Nyeste Historie. Sigurd Rambusch har ligeledes en stor interesse for lokalhistorie og kirkeanliggender, og har i den sammenhæng siden 1977 været medlem af Rødovre Sogns Menighedsråd og siden 1992 formand samme sted. 30. november 1988 blev han Ridder af Dannebrog.
Rambusch har forfattet bøger særligt om historiske og lokalhistoriske emner, og fra 1993 var han tilknyttet arbejdet på Den Store Danske Encyklopædi, hvor han han bidraget med artikler.
Han blev gift 12. august 1960 med arkitekt m.a.a. Marta Simon (29. april 1936 i Kapuvár, Ungarn – 2008), datter af Pál Simon og hustru Margit f. Horváth.